# Troïtski (Astracan)
|  | Per a altres significats, vegeu «Troïtski». |

Troïtski (en rus: Троицкий) és un poble (un possiólok) de l'óblast d'Astracan, a Rússia, segons el cens del 2010 tenia 365 habitants.